# الشاذلي بن زويتين
مؤلف باحث وناشر تونسي الجنسيه الشاذلي بن زويتين 24 سبتمبر 1945
كاتب تونسي منذ سبعينات القرن الماضي وحتى اليوم مؤلفه ونشر أكثر من 80 قصه للاطفال بالعربيه والفرنسيه كما صدر له سنه 1997 تاليف بعنوان: تاريخ الكتاب بتونس
وفي سند 2018 صدرت له دراسه معمق حول الكتاب والنشر بتونس بعنوان مدونه الكتاب والنشر بتونس من عهد قرطاج إلى الجمهورية الثانية 3000 سنه من تاريخ الثقافة والحضارة والابداع
من نشر مركز النشر الجامعي والدراما السينمائيه للنشر كما اعد دراسه باللغة الفرنسيه بالاشتراك مع الباحث والاستاذ غازي المجبري بطلب من منظمه اليونسكو بعنوان: واقع الكتاب بتونس
كما اعد العشرات من البحوث والدراسات الأخرى من ادوات العلميه والمهنيه وكذلك في الصحف والمجلات الدراسيه بتونس وخارج